# DON'T STOP THE MUSIC (KEYTALKのアルバム)
『DON’T STOP THE MUSIC』（ドント ストップ ザ ミュージック）は、日本のロックバンド、KEYTALKの通算6枚目のオリジナルアルバム。2019年11月6日にVirgin Musicから発売された。

## 概要
レーベル移籍後初めてのアルバムであり、前作『Rainbow』から約1年半ぶりのオリジナルアルバム。
初回限定盤A・Bと通常盤の3形態で発売。初回限定盤Aは、2019年7月18日に開催された「新感覚KEYTALK泡みたいに弾けるツアー ～涼しくなろうぜ!!バボバボ～」ファイナル公演より7曲のライブ映像とオフショット映像を収録した特典DVDが付属。初回限定盤Bは、限定ラバーバンドが附属されている。

## 収録曲

### CD
1. DE’DEVIL DANCER
作詞・作曲：首藤義勝
  - ヤマト運輸「クロネコメンバーズ」タイアップソング。
  - 制作されたMVもヤマト運輸とのコラボレーションとなっている。MVに登場したグッズを実際にヤマト運輸が送り届けるキャンペーンも実施された[3]。
2. 真夏の衝動
作詞・作曲：寺中友将
  - 4週間連続配信シングルの一つ[4]。
3. BUBBLE-GUM MAGIC
作詞・作曲：首藤義勝
  - メジャー15thシングル。
  - テレビ朝日系「Break Out」5月度エンディングテーマ。
4. アカネ・ワルツ
作詞・作曲：首藤義勝
  - 読売テレビ制作・日本テレビ系ドラマ「探偵が早すぎるスペシャル」主題歌[5]。
5. ララ・ラプソディー
作詞・作曲：首藤義勝
  - KAGOME「GO!ME.」プロジェクトテーマソング。
  - MVも制作されており、ファッションモデル・YouTuberのねおが出演している。
6. ブルーハワイ
作詞・作曲：首藤義勝
  - 4週間連続配信シングルの一つ[4]。
  - リクルート「ホットペッパービューティー」WEB CMタイアップ曲。
7. Catch The Wave
作詞・作曲：首藤義勝
  - 4週間連続配信シングルの一つ[4]。
  - 女子プロサーフィン国際大会「white buffalo HYUGA PRO QS3000」公式テーマソング。
  - 「meets the surf project」テーマソング。
8. 旋律の迷宮
作詞・作曲：寺中友将
  - 4週間連続配信シングルの一つ[4]。
  - テレビ東京系「警視庁ゼロ係〜生活安全課なんでも相談室～SEASON4」主題歌。
9. DROP2
作詞・作曲：小野武正
  - MBSドラマ特区「カフカの東京絶望日記」エンディングテーマ曲[6]。
10. COMPLEX MANIA
作詞・作曲：八木優樹
11. 桜色の街へ
作詞・作曲：寺中友将
  - 「SAKURA MACHI Kumamoto」CMソング[7]。
12. 少年
作詞・作曲：首藤義勝
  - KONAMI『実況パワフルプロ野球』パワプロ25周年記念 モバイルゲームタイアップソング。
  - 2020年にMVも公開され、風野又二朗が監督し、俳優の笠原秀幸が主演を務めている[8]。

### DVD（初回限定盤Aのみ付属）
- 「新感覚KEYTALK泡みたいに弾けるツアー ～涼しくなろうぜ!!バボバボ～」2019.7.18 Zepp Tokyo ライブ映像（セレクト楽曲）

| #  | タイトル               | 作詞 | 作曲・編曲 |
| -- | ---------------------- | ---- | ---------- |
| 1. | 「BUBBLE-GUM MAGIC」   |      |            |
| 2. | 「color」              |      |            |
| 3. | 「海」                 |      |            |
| 4. | 「summer tail」        |      |            |
| 5. | 「B型」                |      |            |
| 6. | 「ララ・ラプソディー」 |      |            |
| 7. | 「MABOROSHI SUMMER」   |      |            |